# غونزالو غارسيا (لاعب اتحاد الرغبي)
غونزالو غارسيا (بالإيطالية: Gonzalo García)‏ (بالإسبانية: Gonzalo Garcia)‏ هو لاعب اتحاد الرغبي إيطالي وأرجنتيني، ولد في 18 فبراير 1984 في مندوزا في الأرجنتين.

## وصلات خارجية
- غونزالو غارسيا عل موقع إسبنسكروم (الإنجليزية)
- غونزالو غارسيا على موقع ItsRugby.co.uk (الإنجليزية)